# Bergsturz von Québec

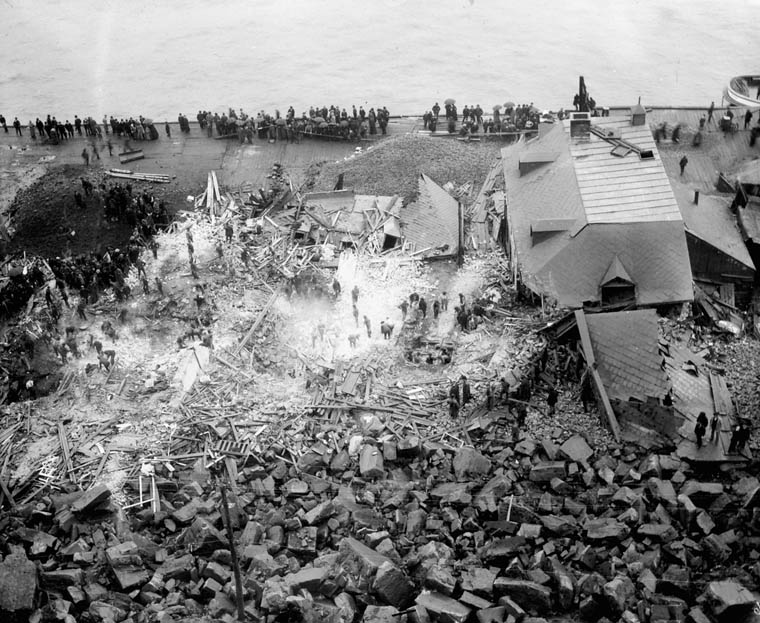
Zerstörte Häuser in der Unterstadt von Québec nach dem Felssturz

Der Bergsturz von Québec ereignete sich am 19. September 1889 in der kanadischen Stadt Québec. Am steilen Südosthang von Cap Diamant lösten sich Felsbrocken und stürzten in die darunter liegende Unterstadt. Dabei kamen über 40 Menschen ums Leben.

## Verlauf
Am Donnerstagabend des 19. September 1889, gegen 19:30 Uhr, löste sich ein überhängendes Stück Schieferfels vom Cap Diamant und stürzte rund 90 Meter in die Tiefe auf den schmalen, zwischen Felswand und Sankt-Lorenz-Strom gelegenen Landstreifen. Dabei wurde das südliche Ende der Rue du Petit-Champlain vollständig verschüttet. Die Felsmassen türmten sich bis zu 24 Meter hoch und begruben sieben Häuser unter sich, in denen 28 Familien lebten. Rund 100 Menschen wurden verschüttet, die rasch herbeigeeilten Helfer konnten mehr als 40 nur noch tot bergen. Ein 74-jähriger Mann überlebte viereinhalb Tage lang unter den Felsen.
Die Zeitung La Patrie schrieb am Tag nach dem Unglück:

„Zur Stunde kann man erst anfangen, das Ausmaß der Katastrophe zu begreifen, das über unsere Stadt hereinbrach. Es sind noch immer mehr Personen unter den Trümmern begraben, als man sich zunächst vorstellen kann. Von überall her hört man herzzerreißende Hilfeschreie. Trotz der von den Soldaten an den Tag gelegten Unermüdlichkeit schreiten die Bergungsarbeiten nicht rasch genug voran, angesichts der enormen Menge an Felsen.“

## Ursachen und Folgen
Zwischen 1775 und 2004 gab es entlang der Felswand zwischen Ober- und Unterstadt nicht weniger als 53 Bergstürze mit insgesamt 88 Toten und 70 Verletzten. Das schwerwiegendste Ereignis war jenes von 1889, während ein ähnliches Unglück am 17. Mai 1841 sechs Häuser verschüttet und 27 Menschen getötet hatte. In beiden Fällen war der Fels durch tagelange Regenfälle gelockert worden. Nach einem Felssturz im Jahr 1864 hatte man die größten Risse in der Felswand mit Zement gefüllt, um sie stabiler zu machen.
Seit der Katastrophe von 1889 gab es keine Toten mehr zu beklagen. Heute sind an verschiedenen Stellen Gitter befestigt, um kleinere Geröllrutschungen aufzufangen. Zusätzlich errichtete man entlang dem Boulevard Champlain eine mehrere Meter hohe Stützmauer.